# Rakkaussaari
Rakkaussaari är en ö i Finland. Den ligger i sjön Ikkeläjärvi och i kommunen Kauhajoki i den ekonomiska regionen  Sydösterbotten och landskapet Södra Österbotten, i den sydvästra delen av landet, 280 km nordväst om huvudstaden Helsingfors. Öns area är 0,2 hektar och dess största längd är 80 meter i sydöst-nordvästlig riktning.